# 東海霸
東海霸（？—？），又作東海八，原名吳智清（或吳知青），清朝中葉活躍於南中國海的海盜（華南海盜）。
東海霸原本是廣東東海村人，後成為海盜。在越南，他認識了鄭一，與烏石二、梁寶一起宣誓效忠於西山朝。
1805年，東海霸與鄭一、烏石二、金古養、郭婆帶、梁寶、鄭老童七位海盜首領達成協議，組成海盜聯盟。東海霸的部下船隊使用黃色旗幟，被稱為黃旗幫。他的主要副手是李宗潮。
1810年，黑旗幫郭婆帶、紅旗幫張保仔相繼接受清廷招安。隨後，張保仔協助清軍攻滅藍旗幫的烏石二。黃旗幫成為海盜聯盟中倖存的最後一股勢力。意識到無法與清軍對抗之後，東海霸率領十二名頭目、賬房以及麾下黃旗幫、綠旗幫的三千四百餘人前往海康縣，向清廷投降。他立即遭到兩廣總督百齡的監禁。因他是自願歸降，百齡請求免除死刑，改判發配黑龍江為奴。但當地民憤甚大，百齡不得不下令將其處決。在行刑前，東海霸獲得嘉慶帝赦免，將其發回原籍安置。